# عبدالرزاق بلجربی
عبدالرزاق بلجربی (انگلیسی: Abderrazak Belgherbi؛ زادهٔ ۲۹ اکتبر ۱۹۶۱) بازیکن فوتبال اهل الجزایر بود.
از باشگاه‌هایی که در آن بازی کرده‌است می‌توان به باشگاه فوتبال المپیک شلف اشاره کرد.
وی همچنین در تیم ملی فوتبال الجزایر بازی کرده‌است.